# Charleville-Mézières
Charleville-Mézières [ʃaʁləvil mezjɛʁ] ist der Hauptort des französischen Départements Ardennes und hat 45.634 Einwohner (Stand 1. Januar 2022). Die Stadt wurde 1966 aus den ehemals eigenständigen Städten Charleville und Mézières zusammengeschlossen. Zudem wurden die Orte Étion, Mohon und Montcy-Saint-Pierre eingemeindet.

## Geografie
Die Stadt Charleville-Mézières liegt an der Maas (französisch Meuse), die hier vor dem Eintritt in ihr Durchbruchstal durch die Ardennen vier schon etwas eingeschnittene Flussschleifen geschaffen hat. Die erste und die dritte der von den Schleifen umlaufenen Halbinseln wurden mit Schifffahrtskanälen durchstochen. Die ausgebaute Maas wird auch als Canal de la Meuse bezeichnet und setzt den Canal des Ardennes fort, der den Fluss 10 km aufwärts von Mézières bei Dom-le-Mesnil durch das Tal der Bar erreicht.

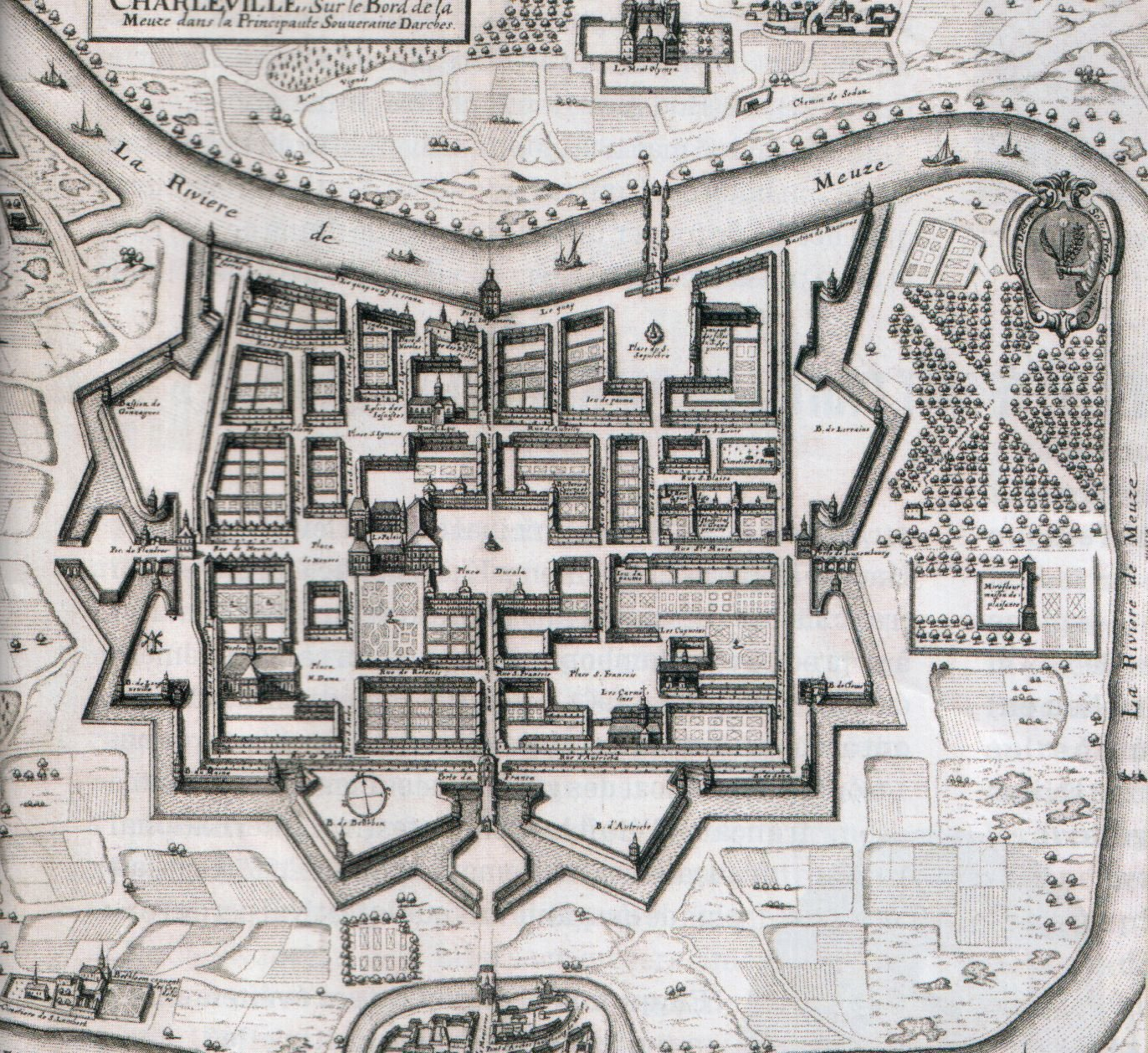
Plan von Charleville, typisch rechtwinkliges Straßennetz einer Planstadt

Am Hals der von der obersten Flussschleife umschlossenen Halbinsel wurde auf engem Raum zwischen den beiden Abschnitten des rechten Flussufers die Festungsstadt Mézières angelegt. Nördlich und südlich auf den beiden linken Flussufern sowie flussaufwärts und flussabwärts liegen ihre Vorstädte (frz.: faubourgs). Westlich an der Außenseite dieser Schleife, also am linken Ufer, liegt der Nachbarort Warcq. Im nördlichen Teil der folgenden Maasschleife wurde die Residenzstadt Charleville gebaut, deren Kern bruchlos in jüngere Bebauung übergeht. Die historische Grenze zwischen der nördlichen Vorstadt von Mézières und Charleville markiert die Bahnstrecke nach Hirson. In der dritten Schleife liegt das eingemeindete Montcy-Saint-Pierre, in der vierten der Nachbarort Montcy-Notre-Dame.
Charleville-Mézières liegt knapp südlich des Regionalen Naturparks Ardennen, ist jedoch als Zugangsort mit dem Naturpark assoziiert.

## Geschichte

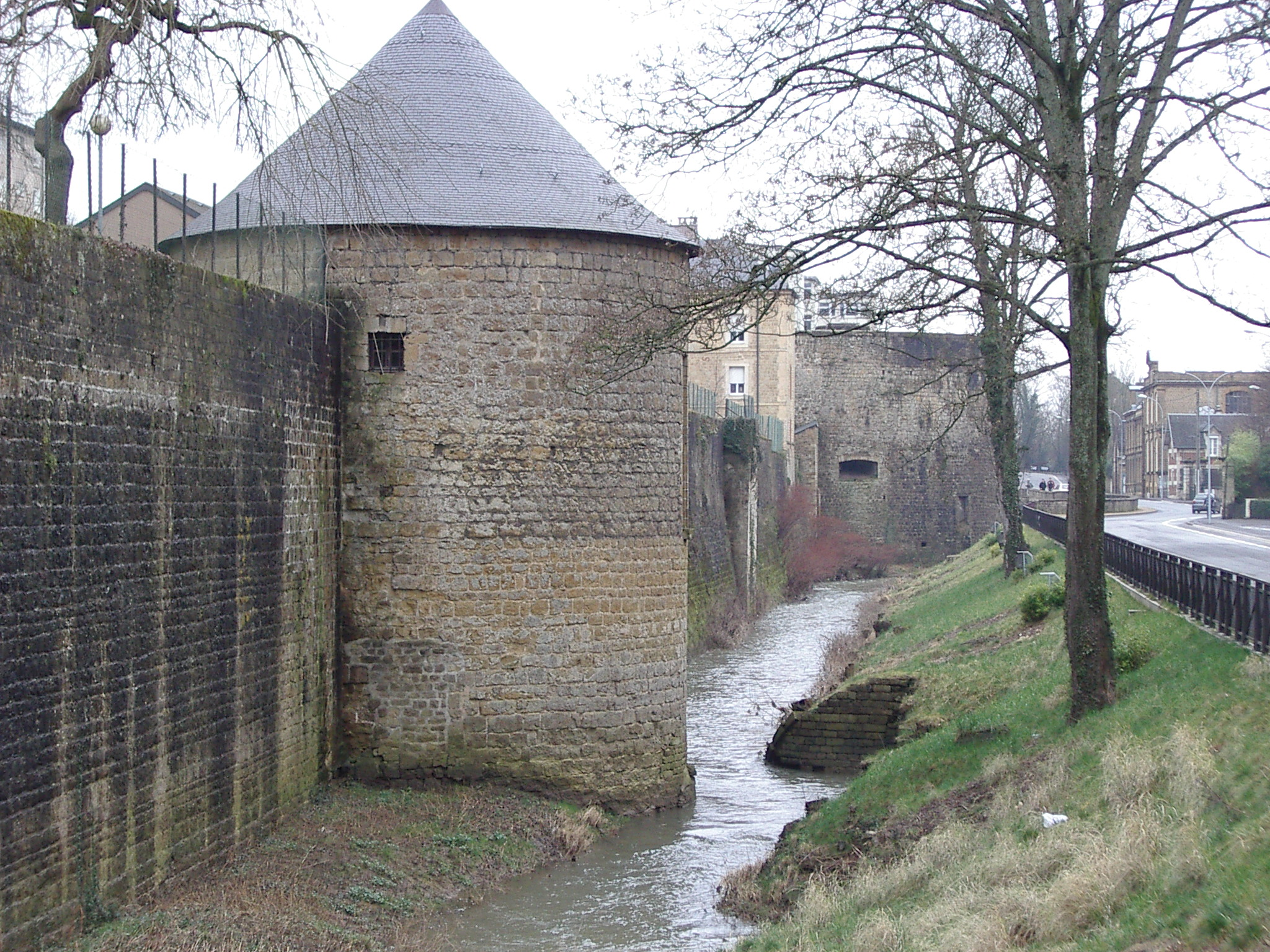
Befestigung von Mézières

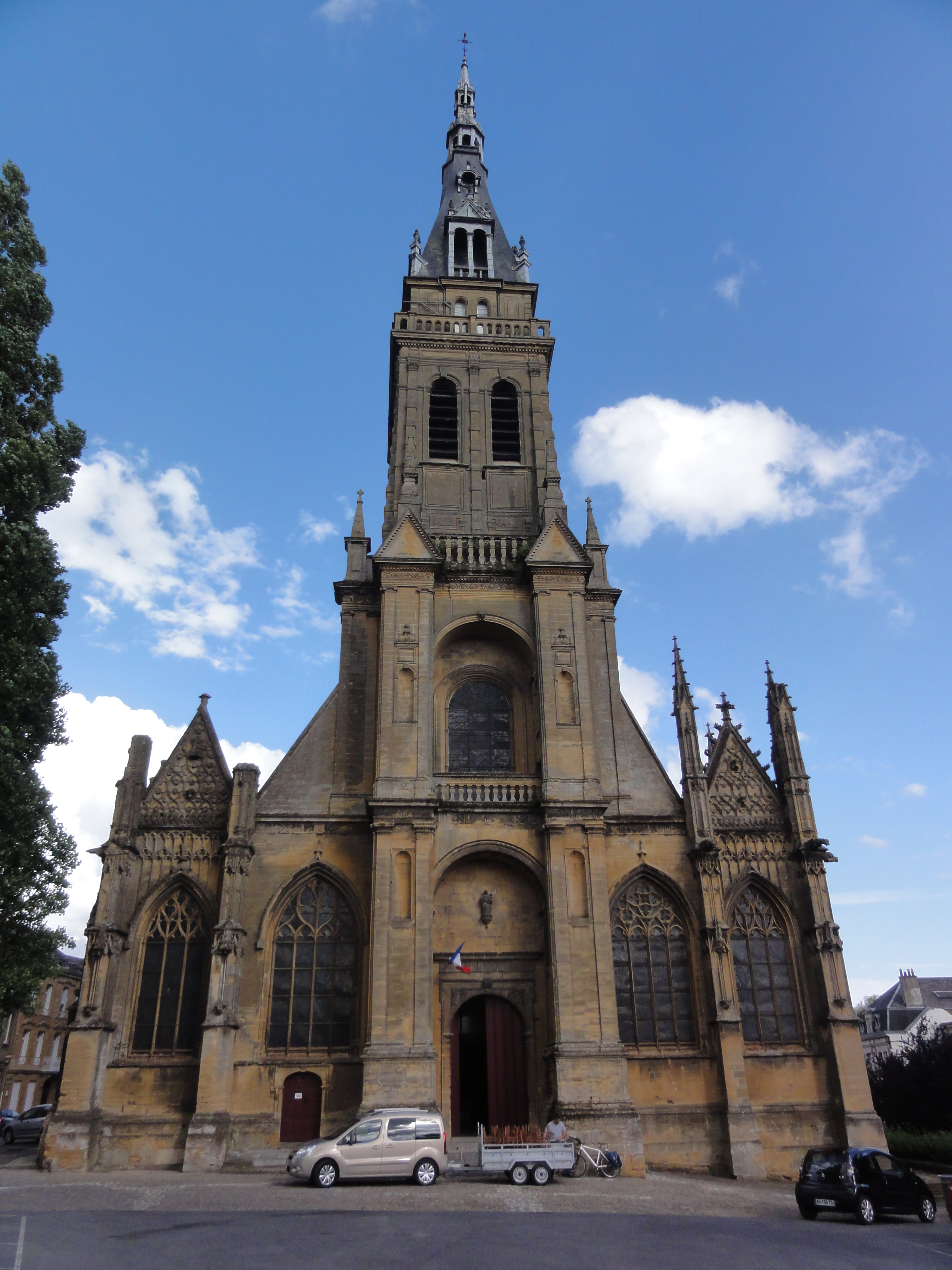
Basilika Notre-Dame-d’Espérance in Mézières

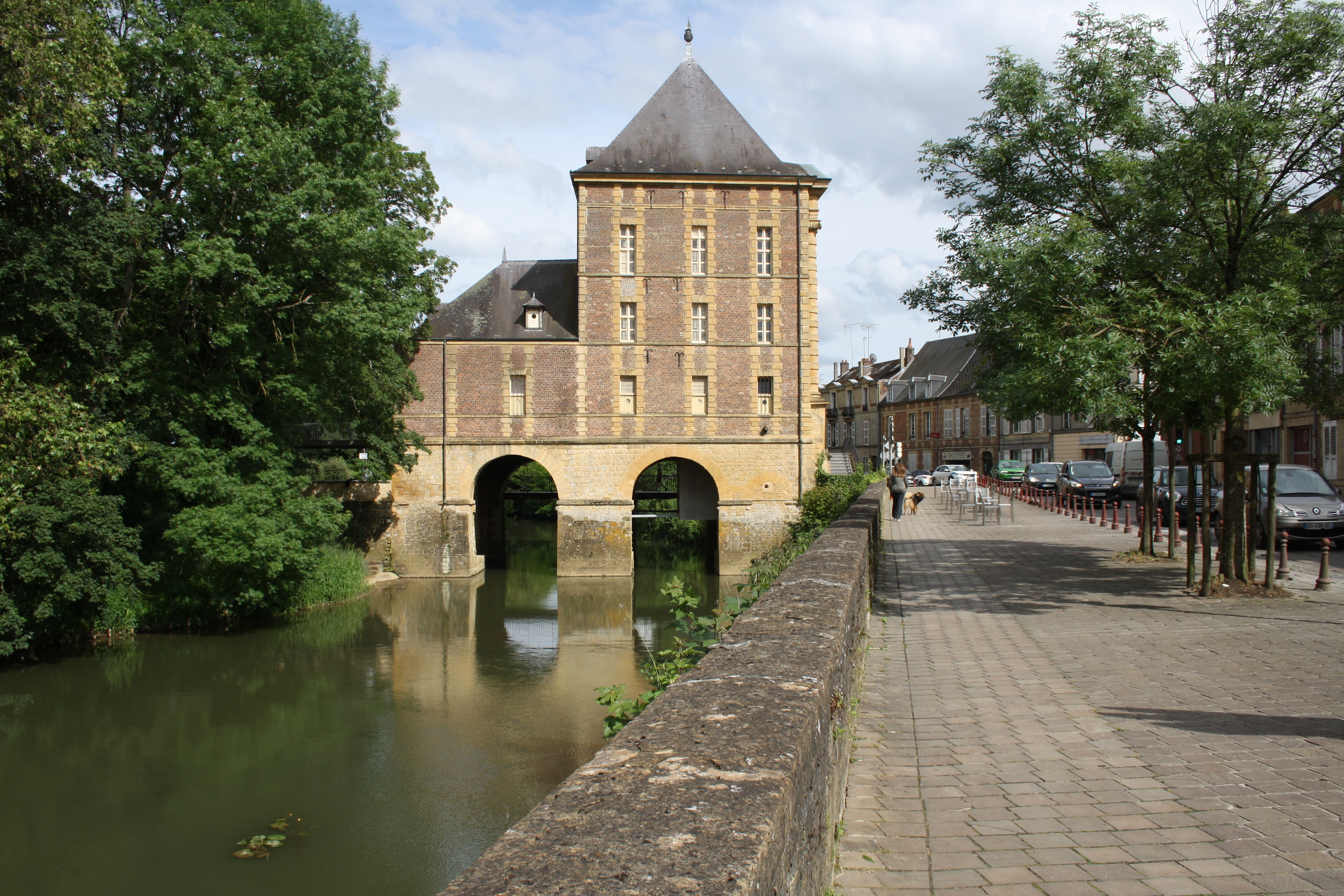
Vieux moulin (Musée Arthur Rimbaud)

Archäologische Siedlungsspuren sowohl aus galloromanischer als auch aus früh-karolingischer Zeit wurden unter beiden Teilen der Stadt gefunden, dazu Reste einer Bogenbrücke. Über die Bewertung einiger Funde sind die Archäologen noch uneins.
Mézières ist die ältere der beiden Städte. Die Römer legten hier an der Straße von Reims (DVROCORTORVM) nach Colonia Claudia Ara Agrippinensium, dem heutigen Köln, ein Kastell an, das seine Funktion im Namen trug, CASTRICVM. Es dürfte aber später verfallen sein, denn bei der Stadtgründung 899 wurde der Ort Maceriae ‚Trümmer‘ genannt. Im Mittelalter wurde Mézières ein wichtiges Wirtschaftszentrum. Ab dem 16. Jahrhundert wurde die Stadt auch militärisch wichtiger, und ihre Festungsanlagen wurden modernisiert.
Charleville wurde am 6. Mai 1606 von Herzog Carlo I. Gonzaga gegründet. Der neue Herzogssitz ersetzte das mittelalterliche Dorf Arches. Er stand sofort in Konkurrenz zu Sedan, einem weiteren Adelssitz, und vor allem zu Mézières, einer Garnisonsstadt mit glorreicher Vergangenheit. Die Stadt wurde auf ebenem Grund mit in rechtem Winkel zueinander stehenden Straßen als Planstadt angelegt. Ihr Zentrum bildet der prachtvolle Place Ducale, der dem Pariser Place des Vosges ähnelt.
Im Jahre 1748 wurde auf Vorschlag von Nicolas de Chastillon (1699–1765), des Kommandanten der Zitadelle von Charleville und des Marc-Pierre de Voyer de Paulmy d’Argenson, des Staatssekretärs für Krieg, die École royale du génie de Mézières gegründet, eine Schule für Pionieroffiziere. Sie wurde vor allem von jungen Aristokraten besucht, aus denen sich später der Hauptteil der Militäringenieure der Ersten Französischen Republik (1792–1804) rekrutierte.
Während des Ersten Weltkriegs residierte ab dem 25. September 1914 das Große Hauptquartier der deutschen Streitkräfte in Charleville-Mézières. Im April 1915 zog es um ins Schloss Pleß in Oberschlesien. Vom Februar 1916 bis August 1916 war es dann wieder in Charleville-Mézières.
Im Mai 1944 wurde die Stadt Ziel amerikanischer Bombenangriffe während der Vorbereitung der Operation Overlord. In der Nähe befand sich ein von der deutschen Luftwaffe genutzter Flugplatz (Aérodrome de Charleville-Mézières).

## Bevölkerungsentwicklung
| Jahr                      | 1968   | 1975   | 1982   | 1990   | 1999   | 2006   | 2014   | 2018   | 2021   |
| ------------------------- | ------ | ------ | ------ | ------ | ------ | ------ | ------ | ------ | ------ |
| Einwohner                 | 55.543 | 60.176 | 58.667 | 57.008 | 55.490 | 51.997 | 48.615 | 46.391 | 46.398 |
| Quelle: Cassini und INSEE |        |        |        |        |        |        |        |        |        |

## Kultur
Seit 1961 findet in Charleville-Mézières alle drei Jahre das internationale Marionetten-Festival statt, zuletzt im September 2013.

## Wirtschaft und Infrastruktur

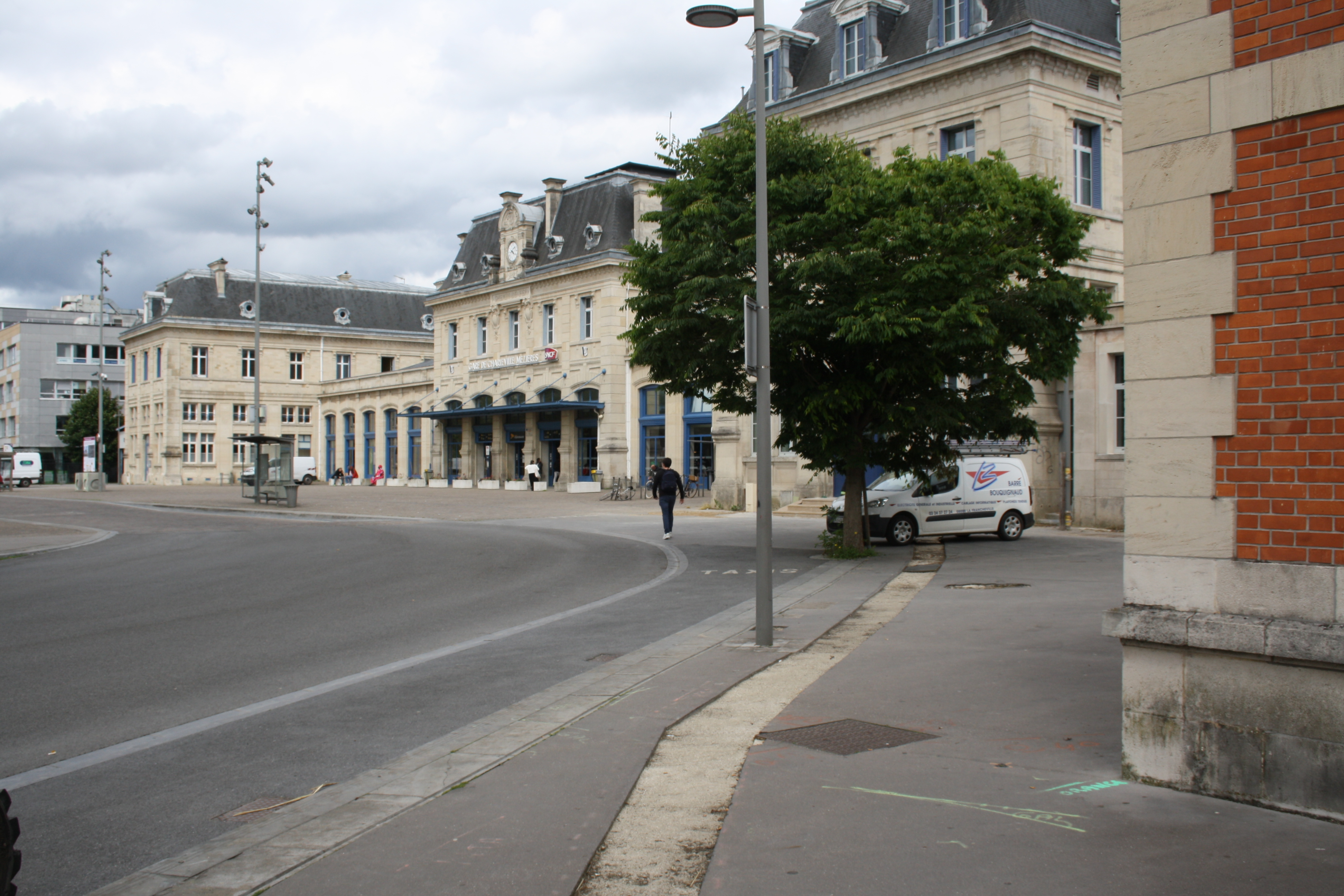
Empfangsgebäude des Bahnhofs Charleville-Mézières

In Charleville ist ein Komponentenwerk des Automobilherstellers Stellantis mit 2400 Mitarbeitern angesiedelt.
Der Bahnhof Charleville-Mézières liegt am östlichen Rand des Zentrums von Charleville. Die Compagnie des chemins de fer des Ardennes nahm ihn am 15. September 1858 mit der Eröffnung des Abschnitts Rethel–Charleville der Bahnstrecke Soissons–Givet in Betrieb. Im Jahr 1869 kam die Bahnstrecke Charleville-Mézières–Hirson hinzu. Das Empfangsgebäude wurde 1892 von der Compagnie des chemins de fer de l’Est errichtet. Im Ersten Weltkrieg wurde es stark beschädigt.
Der Bahnhof wird von TGV-Hochgeschwindigkeitszügen in Richtung Paris-Est und Regionalzügen des TER Grand Est bedient.

## Persönlichkeiten
- Laurent Baumel (* 1965), Politiker
- Julia Chanourdie (* 1996), Sportkletterin
- Mario David (1927–1996), Filmschauspieler
- Edmond Dubois-Crancé (1746–1814), Politiker und General
- Arlette Farge (* 1941), Historikerin
- François-Antoine Habeneck (1781–1849), Musiker
- Jean Nicolas Pierre Hachette (1769–1834), Mathematiker
- Claude Herbulot (1908–2006), Schmetterlingsforscher
- Christophe Léonard (* 1971), Politiker
- Maurice Lurot (* 1940), Mittelstreckenläufer
- Henri Mialaret (1855–1919), Segler
- Jean Nicolas de Monard (1750–1831), General
- Casimir Oudin (1638–1717), Bibliograph und Kirchenschriftsteller
- Philippe Abraham Peticolas (1760–1841), französisch-US-amerikanischer Maler
- Arthur Rimbaud (1854–1891), Dichter
- Marcelle Sauvageot (1900–1934), Schriftstellerin und Lehrerin
- Félix Savart (1791–1841), Arzt und Physiker
- Auguste Vaillant (1861–1894), Anarchist und Attentäter
- Gisèle Vienne (* 1976), französisch-österreichische Choreografin, Künstlerin und Theaterregisseurin
- Rudolf von Xylander (1872–1946), deutscher Offizier

## Städtepartnerschaften
Charleville-Mézières unterhält mit folgenden Städten Städtepartnerschaften:
- Euskirchen, Nordrhein-Westfalen, Deutschland (seit 1961)
- Dülmen, Nordrhein-Westfalen, Deutschland (seit 1963)
- Nordhausen, Thüringen, Deutschland
- Nevers, Frankreich
- Mantua, Italien
- Iida, Japan
- Tolosa, Spanien